# مرباطر

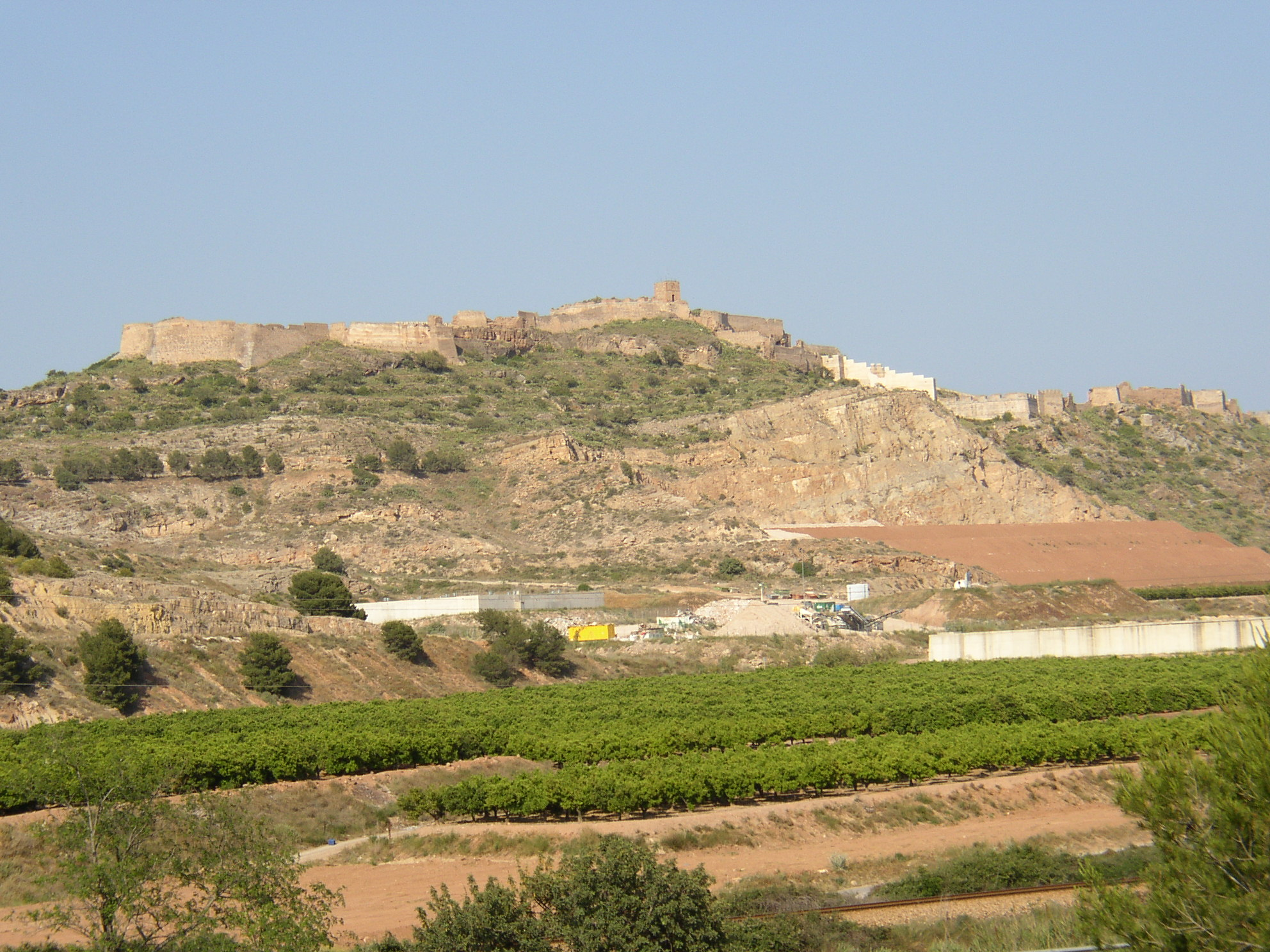
قلعة مرباطر.

مُرْبَاطَرُ أو مُرْبِيطَرُ أو ساغونتو (من اللاتينية Murvedre ، وأصله muri veteres يعني جدران قديمة، بالإسبانية: Sagunto, بالكتلانية: Sagunt) مدينة تاريخية قديمة يعود تاريخها إلى القرن الخامس قبل الميلاد في شرق إسبانيا، في مقاطعة بلنسية. تقع على هضبة تبعد 30 كيلومترًا شمال مدينة بلنسية، قرب شاطئ الأزهار (Costa del Azahar) على البحر المتوسط. بلغ عدد سكانها في 2006 قرابة 62.702 نسمة.

## توأمة
لمرباطر اتفاقيات توأمة مع كل من:
- ميلو
- سيسينا

## أعلام
- أنيتا بلانش
- خوسيه أنطونيو باردو لوكاس
- ديفيد نافارو
- خواكين رودريغو
- روبن روتشينا

### وصلات خارجية
- Sagunt، رحلة افتراضية
- مرباطر: مدينة الأطلال